# Castiadas
Castiadas (sardisk: Castiàdas) er en by og en kommune (comune) i provinsen Sud Sardegna i regionen Sardinien i Italien. Byen ligger i 60 meters højde og har 1.669 indbyggere (2016). Kommunen har et areal på 103,89 km² og grænser til kommunerne Maracalagonis, Muravera, San Vito, Sinnai og Villasimius.